# 2 Batalion Saperów (LWP)
2 batalion saperów (2 bsap) – samodzielny pododdział wojsk inżynieryjnych ludowego Wojska Polskiego.
Batalion sformowany został w Sielcach nad Oką na podstawie rozkazu dowódcy 1 Korpusu Polskich Sił Zbrojnych w ZSRR nr 1 z 19 sierpnia 1943 jako jednostka 2 Warszawskiej Dywizji Piechoty im. Henryka Dąbrowskiego. 11 listopada 1943, w obozie sieleckim, żołnierze batalionu złożyli przysięgę. Rozkazem ND WP nr. 105 z 4 kwietnia 1946 batalion został odznaczony orderem wojennym Virtuti Militari V klasy.

## Obsada personalna
Dowództwo batalionu w okresie wojny
- dowódca batalionu – kpt. Wacław Pietkiewicz (10.1943 do końca wojny)
- szef sztabu – por. Wasyl Markiewicz (08.1943 do końca wojny)[5]
- z-ca d-cy ds. liniowych – kpt. Stanisław Maculewicz (01.1945 do końca wojny)
- z-ca d-cy ds. poli.-wych.

por. Władysław Krawczyk
ppor. Ehrlich (08.1944 do 02.1945)
por. Władysław Zygadło (02.1945 do końca wojny)
Dowódcy batalionu
- kpt. Wacław Pietkiewicz
- Leonid Griaznow[5]
- Zenon Plemieniak[5]
- Roman Kliś[5]

## Struktura organizacyjna
Etat 04/506

- dowództwo i sztab
- 3 x kompanie saperów
  - 3 x pluton saperów
  - drużyna zaopatrzenia
- kwatermistrzostwo
  - magazyn techniczny
  - drużyna gospodarcza

Razem w batalionie:
żołnierzy – 254 (oficerów – 33, podoficerów – 44, szeregowych – 177)
sprzęt:
- samochody – 3
- łodzie MN – 1

## Marsze i działania bojowe
|  |  |

Wszystkie dyslokacje w okresie wojny batalion wykonał w ramach działań 2 DP. Działania rozpoczął w czasie marszu dywizji na front przez Chełm – Lublin w rejon Puław zabezpieczając przemarsz jednostek 2 DP. Działał następnie pod Dęblinem i Puławami oraz na przyczółku warnecko – magnuszewskim. Zabezpieczał także działania dywizji w czasie walk na przyczółkach warszawskich w rejonie Żoliborza. Brał udział w operacji warszawskiej i walkach na Wale Pomorskim w rejonie Nadarzyc i Mirosławca. Organizował przeprawę jednostek dywizji w czasie forsowania Odry, następnie Starej Odry i Haweli. Szlak bojowy zakończył batalion nad Łabą.

## Okres powojenny
Działając w składzie wojsk okupacyjnych batalion stacjonował w Disenchen.
Po krótkim pobycie w Niemczech powrócił do kraju i rozpoczął służbę na granicy polsko-czechosłowackiej. Jego sztab stacjonował w Koźlu. Jesienią 1945 jednostka przeniesiona została do garnizonu Kielce. W 1949 batalion przeniesiony został z Puław do Sandomierza, gdzie zajął koszary przy ulicy Mickiewicza 49. W 1951 jednostka powróciła do Kielc, do koszar przy ulicy Prostej.
Na podstawie zarządzenia szefa Sztabu Generalnego WP nr 0210/Org. z 5 października 1955 dowódca Śląskiego Okręgu Wojskowego rozformował 2 Batalion Saperów. Jednocześnie na podstawie rozkazu MON nr 0068/Org. z 25 października 1955 przemianował 77 batalion saperów z Rybnika na 2 batalion saperów. 77 bsap przejął pieczęcie, kronikę i tradycje 2 bsap z Kielc.
Rozkazem MON 0026/Org. z 4 września 1956 rozformowano 2 Dywizję Piechoty z Częstochowy. Tym samym rozkazem rozformowano 2 batalion saperów z Rybnika.